# Bitka v Tevtoburškem gozdu
Bitka v Tevtoburškem gozdu (latinsko clades Variana, dob. 'Varov poraz') je bila bitka med združenimi germanskimi plemeni pod poveljstvom Heruska Arminija in Rimljani pod poveljstvom Publija Kvintilija Vara, ki se je po pisanju rimskih zgodovinarjev zgodila leta 9 n. št. Rimljani  so v bitki doživeli katastrofalen poraz in izgubili tri legije in njihove pomožne enote.
Rimljani v letih po bitki kljub številnim uspešnim pohodom na vzhodno stran Rena niso bili več sposobni premagati Germanov in za stalno osvojiti njihovega ozemlja vzhodno od Rena.

## Ozadje
Rimski vojski je poveljeval Publij Kvintilij Var, aristokrat iz patricijske družine, ki je bila v sorodu s cesarjevo. Bil je izkušen državni funkcionar, ki je v jeseni leta 6 dobil nalogo, da konsolidira novo rimsko provinco Germanijo. Na začetku leta 6 sta na Renu poveljevala legat Gaj Sentij Saturnin in konzul Mark Emilij Lepid. Oba generala sta bila podrejena Avgustovemu posinovljencu in bodočemu cesarju Tiberiju, ki je poveljeval armadi 65.000 težko oboroženih legionarjev, 10.000–20.000 konjenikov in lokostrelcev ter 10.000–20.000 civilistov, skupno okoli 100.000 mož. Tiberij je načrtoval velik napad na markomanskega kralja Maroboda, ki je pred napadom Nerona Klavdija Druza leta 9 pr. n. št. pobegnil na ozemlje Bojev in tam organiziral močno plemensko zvezo s Hermunduri, Kvadi, Semnoni, Lugijci, Zumi, Butoni, Mugiloni, Sibini in Langobardi.
Tiberij je leta Leta 4 n. št. vdrl v Germanijo in podjarmil Kananefate v Spodnji Germaniji, Hate ob gornjem toku reke Weser ter Bruktere južno od Tevtoburškega gozda in povedel svojo vojsko preko reke Weser. Leta 6 n. št. je v Iliriku izbruhnila velika ilirska vstaja (Bellum Batonianum), ki so jo vodili Baton I. Dezitijatski, Baton Brevški, in Pinej Panonski, in je trajala skoraj štiri leta. Tiberij je bil prisiljen prekiniti svoj pohod proti Marobodu in ga priznati za kralja ter poslati VII., XV., XX., XXI., XIII., XIV., XVI. legijo in neko neznano enoto na jug, da bi zatrle vstajo na Balkanu. 
Vstajo v Iliriku, ki je pritegnila skoraj polovico rimskih legij, je sprožilo zatiranje, kronično pomanjkanje hrane po politični krizi leta 23 pr. n. št. ter uporih leta 22, 21 in 19 pr. n. št., ki so se končali šele po letu 8 n. št., visoki davki in nasilno obnašanje pobiralcev davkov. Na začetku vstaje je bil za legata Augusti pro praetore imenovan Publij Kvintilij Var, ki je imel na razpolago samo tri legije.  
Varovo ime in njegova dejanja so bila zaradi neusmiljenosti in križanja upornikov v Siriji dobro poznana tudi izven meja Cesarstva. Medtem ko so se ga ljudje bali, ga je rimski senat zelo visoko cenil. Poveljstvo XVII. legije, XVIII. legije in XIX. legije, kateri je pred njim poveljeval general Gaj Sentij Saturnin, je bilo na Renu, morda v kastru Vetera pri Xantenu ali kastru Novaesium pri Neussu. Saturnina so odpoklicali v Rim, da bi mu izročili ornamenta triumphalia. I. in V. legiji, ki sta zimovali v kastru Moguntiacum (Mainz), je poveljeval Varov nečak, drugi konzul Lucij Nonij Aspren in morda drugi konzul Lucij Aruncij.
Varovega nasprotnika Arminija in njegovega brata Flava je moral njun oče Segimer Osvajalec, poglavar najuglednejše družine v plemenu Heruskov, zaradi Druzovih napadov leta 11-9 pr. n. št. izročiti Rimljanom za talca. Arminij je v Rimu dobil vojaško izobrazbo in bil celo povišan v viteza ((Equites)).  
Med Arminijevo odsotnostjo so drugi germanski poglavarji Segimerja razglasili za strahopetca, ker se je uklonil rimski oblasti, za kar je bila po germanskih zakonih zagrožena smrtna kazen. Med letom 11 in 4 pr. n. št. se je sovražnost in sumničavost med germanskimi plemeni še poglobila, trgovanje in politično sodelovanje pa je povsem zamrlo. Tacit omenja, da so bili Hati sovražni do Heruskov in so jih podjarmili, vendar so jih (Rimljani) od leta 4 do 6 pomirili. O nemirih v Germaniji (immensum bellum, velika vojna) v letih 1-4 poroča tudi Velej Paterkul.
Arminij je po vrnitvi iz Rima postal zaupen Varov svetovalec, v tajnosti pa je koval zvezo germanskih plemen, ki so si bila tradicionalno sovražna. Heruske, Hate, Brukterje, Havke, Sikambre in ostanke Svebov, ki jih je porazil Cezar v bitki v Vogezih, je lahko povezal samo zaradi Varovega tiranstva in njegovega brezobzirnega obnašanja po poražencev, ki je sprožilo kljubovalno sovraštvo do rimskih oblastnikov.
Var je na poti iz svojega poletnega tabora nekje zahodno od reke Weser proti svojemu zimskemu poveljniškemu položaju ob Renu dobil lažno Arminijevo poročilo o lokalnem uporu. Odločil se je, da bo upor zatrl v kali in krenil na pohod preko nepoznanega ozemlja. Arminij ga je spremljal in ga verjetno spretno vodil proti germanski zasedi. Heruški plemič Segest, Segimerjev brat in oče Arminijeve žene, ki je nasprotoval njeni poroki, je noč pred odhodom rimske vojske Vara opozoril na zasedo. Var je njegovo opozorilo iz kljubovanja zavrnil. Arminij je pod pretvezo, da gre sklicat germanske sile za podporo rimski vojski, zapustil glavnino rimske vojske in s svojimi vojaki, ki so ga čakali nekje v bližini, napadel bližnje rimske garnizije. 
Arheologi so na osnovi svojih nedavnih najdb prizorišče bitke umestili na hrib Kalkriese v okrožju Osnabrück v Spodnji Saški. Iz rimskih zapisov je razvidno, da so se Rimljani pomikali proti severozahodu iz okolice sedanjega Detmolda in po vzhodni strani obšli Osnabrück. Pred napadom so se nekje na tem območju utaboriti.

## Bitke
Varova vojska je imela tri legije ( XVII., XVIII. in XIX.), šest kohort pomožnih enot in tri oddelke konjenice (alae). Večina enot ni imela vojaških izkušenj v boju z Germani v lokalnih pogojih. Rimske enote niso korakale v bojni formaciji, poleg tega pa je bilo med njimi veliko število neoboroženih civilistov. Pri prihodu v gozd so naleteli na ozko in blatno pot. Kasij Dion omenja, da je ravno takrat nastala silovita nevihta in da se Varu ni zdelo potrebno poslati izvidnice.
Kolona se je v gozdu nevarno raztegnila.Ko so jo napadli germanski vojaki (prvi so jo napadli Brukteri) , je bila po nekaterih ocenah dolga več kot 15, morda celo 20 km. Germani, oboroženi s kratkimi meči, dolgimi sulicami in kratkimi kopji z ozkimi konicami (fremae), so obkolili celo rimsko vojsko. Arminij, ki je odraščal v Rimu in bil rimski vojak, je dobro poznal rimsko taktiko in je zato zelo učinkovito vodil svojo vojsko proti razpršenim rimskim legijam. Rimljanom je uspelo postaviti utrjen nočni tabor in se naslednje jutro prebiti na odprt teren severno od Wiehena blizu sedanjega Ostercappla. Med prebojem in poskusom bega skozi gozdnato območje, v katerem je še vedno močno deževalo, so utrpeli velike izgube. Dež je onemogočil uporabo lokov, ker so mokre tetive postale ohlapne in neuporabne. Z vodo so se prepojili tudi zlepljeni leseni ščiti in vojaki so ostali skoraj brez obrambe.
Rimljani so poskušali pobegniti z nočnim pohodom, vendar so padli v novo past, ki jo je nastavil Arminij ob vznožju hriba Kalkriese. Lahko prehoden odprt peščen pas je bil na eni strani naslonjen na hrib, na drugi strani pa je bilo močvirje, tako da je bil prehod širok samo kakšnih sto metrov. Poleg tega je bila cesta blokirana z jarkom, na gozdni strani pa je bil ob cesti zgrajen zemljen okop, ki je Germanom omogočil napad iz kritja. Rimljani so poskušali prebiti okop, vendar jim to ni uspelo in drugi najvišji častnik za Varom, legat Numonij Vala, je s svojo konjenico zapustil bojišče. Velej Paterkul omenja, da so ga germanski konjeniki dohiteli in ubili. Germanski vojščaki so nato navalili na prehod in poklali neorganizirane rimske vojake. Var je naredil samomor. Velej poroča, da se je eden od poveljnikov, prefekt Kejonij, sramotno vdal in si kasneje vzel življenje, medtem ko je njegov sobojevnik prefekt Egij junaško padel na čelu svojih na smrt obsojenih vojakov. 
Umrlo je 15.000–20.000 rimskih vojakov. Samomora ni naredil samo Var, ampak tudi mnogi drugi častniki. Tacit piše, da so Germani mnogo častnikov žrtvovali, jih skuhali in njihove kosti uporabljali v verskih obredih. Nekatere častnike so kasneje odkupili, nekaj običajnih vojakov pa so zasužnjili.
Vsi rimski viri pišejo, da je bil poraz popoln. Iz najdb na Kalriesu, med katerimi je bilo 6.000 delov večinoma rimske vojaške opreme in samo en del germanske ostroge, bi lahko sklepali, da so bile germanske izgube minimalne. Sklep je verjetno napačen. Upoštevati je treba, da so Germani trupla svojih padlih vojakov odnesli in jih skupaj z njihovo opremo pokopali, da je nekaj tisoč Germanov dezertiralo iz rimske vojske in se zaradi rimske vojaške opreme prištevajo k rimskim žrtvam ter da je bila večina germanske vojaške opreme izdelana iz organskih gradiv, ki so mnogo manj obstojna kot kovine.
Zmagi nad rimskimi legijami je sledilo popolno čiščenje vseh rimskih utrdb, garnizij in mest, od katerih sta bili najmanj dve vzhodno od Rena. Preostali dve rimski legiji pod poveljstvom Varovega nečaka Lucija Nonija Asprena sta poskušali obdržati položaje na Renu. Trdnjava (ali morda mesto) Aliso je več tednov, morda celo mesecev, odbijala napade Germanov, potem pa je branilcem, med katerimi so bili tudi preživeli iz Tevtoburškega gozda, pod poveljstvom Lucija Cedicija uspelo prebiti blokado in priti do Rena.

## Posledice
Ko je cesar Avgust izvedel za poraz, je bil tako pretresen, da je z glavo udarjal ob zid svoje palače in vpil: 
Quintili Vare, legiones redde!
Kvintilij Var, vrni mi moje legije!
Številk treh izgubljenih legij niso Rimljani nikoli več uporabili, kar je edinstven primer v rimski zgodovini. Izjema je bila samo XXII. legija Deiotariana, ki je bila morda razpuščena po težkih izgubah v bojih proti judovskim upornikom v Bar Kohbovi vstaji v Judeji leta 132–136.
Bitka je nepričakovano končala obdobje zmagoslavnega širjenja rimske države, ki se je začelo po koncu državljanske vojne štirideset let pred tem. Poveljstvo v Germaniji je prevzel Avgustov posvojenec Tiberij in se pripravil na nadaljevanje vojne. Izgubljene legije so na Renu zamenjale II. legija Augusta, XX. legija Valeria Victrix in XIII. legija Gemina.
Arminij je takoj po zmagi poslal Varovo glavo kralju Markomanov Marobodu s ponudbo za protirimsko koalicijo. Marobod je ponudbo odklonil in glavo poslal v Rim, da bi jo pokopali, in v prihodnji vojni ostal nevtralen. Med obema germanskima voditeljema je izbruhnila kratka vojna, ki se je končala brez zmagovalca.

## Rimsko maščevanje

### Germanikovi pohodi proti Germanom
Rimljani so zaradi pokola doživeli neizmeren šok, vendar so se takoj začeli počasi in sistematično pripravljati na ponovno osvojitev izgubljenega ozemlja. Ko je leta 14 po Avgustovi smrti rimski prestol zasedel njegov posinovljenec Tiberij, je Tiberijev nečak Germanik izvedel obsežen vojni pohod proti Germanom in s hitrim napadom presenetil Marse. Napad je razdražil Bruktere, Tubante in Usipete, da so iz zasede napadli Germanika, ki se je vračal na zimovanje. Napadalci so bili poraženi in so utrpeli težke izgube.
Naslednje leto so Rimljani izvedli dva velika vojna pohoda in več manjših bitk z veliko armado, ki je štela 55.000–70.000 mož in je imela podporo mornarice. Spomladi leta 15 je legat Cecina Sever s 25.000–30.000 vojaki drugič napadel Marse in povzročil veliko opustošenje. Germanikove enote so medtem zgradile trdnjavo na hribovju Taunus, iz katere se je nato s 30.000–35.000 vojaki odpravil na pohod proti Hatom. Mnogo mož je pobegnilo preko reke in se razpršilo po gozdovih. Germanik je zatem napadel hatsko prestolnico Mattium in jo do tal požgal. Po začetnih uspešnih spopadih poleti 15, v katerih so ujeli Arminijevo ženo Tunzeldo, je rimska armada obiskala prizorišče bitke v Tevtoburškem gozdu. Po Tacitovem pričevanju je tam našla kupe obeljenih kosti in lobanje, pribite na drevesa, ter jih pokopala.
Pod Germanikovim poveljstvom so Rimljani leta 16 z drugo armado in germanskimi pomožnimi enotami ponovno udarili v Germanijo. Armada je blizu sedanjega Mindena prečkala reko Weser. V bojih z germanskimi napadalci je utrpela nekaj izgub in zatem prisilila Arminija, da se je ustavil in sprejel odprto bitko v Idistavisu ob reki Weser. Germanikove legije so združeni germanski vojski zadale številne žrtve in pri tem utrpele samo manjše izgube. Odločilna bitka se je bojevala ob Angrivarskem zidu zahodno od sedanjega Hannovra. Germani so ponovno utrpeli velike izgube in so se morali umakniti. Poleti 16 je Gaj Silij ponovno odkorakal proti Hatom z vojsko 33.000 mož, Germanik pa je še tretjič napadel Marse in opustošil njihovo ozemlje.
Germanik je s tem dosegel svoje cilje in ukazal vojski umik v zimovališča skupaj z ladjevjem, ki je v neurju v Severnem morju utrpelo nekaj nepopravljivo škodo. Po še nekaj pohodih preko Rena je Rimljanom uspelo dobiti nazaj dva legijska praporja od treh, ki so jih izgubili v bitki leta 9. Prvega so dobili od Marsov leta 14, orla XIX. legije pa so leta 15 od Brukterov dobili vojaki Lucija Stertinija. Cesar Tiberij je nato ukazal rimski vojski naj se ustavi in umakne preko Rena. Germanika je odpoklical v Rim, kjer so mu priredili triumf in ga nato poslali poveljevat v Azijo.
Germanikovi in Severovi pohodi v letih 14-16 n. št.
- Vojaške operacije leta 14
- Pohodi leta 15
- Pohodi leta 16

Glavni vzrok za Germanikove vojne pohode je bilo predvsem maščevanje za pokol v Tevtoburškem gozdu, delno pa tudi reakcija na znake uporništva med njegovimi vojaki. Rimski vojski je poleg tega uspelo poraziti Arminija, ki je zagrešil tevtoburški pokol in bil zelo resna grožja stabilnosti Rima. Ko je Arminijeva zavezniška koalicija razpadla in je bila rimska čast maščevana, se ogromni stroški vzdrževanja rimske vojske in tveganje na drugem bregu Rena preprosto niso več splačali v primerjevi s skromnimi koristmi, ki so jih prinašali.

### Kasnejši pohodi
Tretji izgubljeni rimski prapor je dobil nazaj Publij Gabinij leta 41 od Havkov med vladanjem Germanijevega brata Klavdija. Prapor so verjetno postavili v Marsov tempelj, katerega ruševine so na Avgustovem forumu na Via dei Fori Imperiali v Rimu.
Zadnje poglavje tevtoburške zgodbe je povedal zgodovinar Tacit. Okoli leta 50 so skupine Hatov vdrle v rimsko provinco Gornjo Germanijo, morda pokrajino Hessen vzhodno od Rena, ki je verjetno še bila v rimskih rokah, in jo začele pleniti. Rimski poveljnik Publij Pomponij Drugi je s svojimi legijami ob podpori konjenice in pomožnih čet Vangijonov in Nemetov napadel Hate ter jih porazil. Na veliko veselje je našel in osvobodil rimske ujetnike, med katerimi je bilo tudi nekaj Varovih legionarjev, ki so bili v ujetništvu celih štirideset let.

## Vpliv bitke na širjenje Rimskega cesarstva
Na bitko v Tevtoburškem gozdu se je od ponovnega odkritja rimskih virov v 15. stoletju gledalo kot na ključno bitko, s katero se je končalo rimsko prodiranje v severno Evropo. Takšno gledanje je še posebno prevladovalo v 19. stoletju, ko je postalo integralni del mitologije germanskega nacionalizma.
V zadnjem času so nekateri znanstveniki začeli dvomiti v to razlago in poudarjati, da je bila meja na Renu za Rimsko cesarstvo mnogo bolj praktična od meje na kateri koli drugi germanski reki. Armade na Renu so lahko oskrbovali iz Sredozemlja po rekah Roni, Saoni in Mozeli ter od tam do Rena po kratkih kopenskih poteh. Okrbovanje vojske na Labi bi zahtevalo mnogo daljše kopenske poti ali oskrbovanje preko nevarnega Severnega morja. Poleg tega je bilo po galskih vojnah ob Renu zgrajenih veliko mest in velikih vasi. Severna Germanija je bila mnogo manj razvita, imela manj vasi in malo presežkov hrane. Ren je bil torej iz Rima bistveno dostopnejši in bolje opremljen za oskrbovanje velikih garnizij kot ozemlje na njegovem vzhodnem bregu. Za Avgustov umik iz Germanije je bilo torej veliko praktičnih razlogov. 
Po dokončnem Arminijevem porazu in smrti leta 21 je Rim ozemlje vzhodno od Rena in severno od Donave obvladoval posredno z imenovanjem vazalnih kraljev: za kralja Heruskov je bil imenovan Arminijev nečak Italik, Vangijo in Sido sta postala vazalna kneza močnih Svebov itd.

## Prizorišče bitke
Prizorišče bitke je skoraj 2000 let ostalo neznano. Glavna opora za iskanje njegove lokacje je bil namig v Tacitovih Analih, da je saltus Teutoburgiensis nedaleč od sotočja rek Lippe in Ems v osrednji Vestfaliji. V 19. stoletju so Tacitov namig opustili kot napačen. 
Zagovorniki ene od teorij so začeli trditi, da so se bitke dogajale ob dolgem gozdnatem grebenu Osning v okolici Bielefelda, katerega so zatem preimenovali v Tevtoburški gozd. Mesto je kot možno prizorišče tevtoburške bitke prvi razglasil zgodovinar Theodor Mommsen v 19. stoletju.  
Raziskave in izkopavanja so konec 20. stoletja sprožila odkritja amaterskega britanskega arheologa Tonyja Clunna, ki je z detektorjem kovin občasno raziskoval hrib Kalkriese v upanju, da bo našel kakšen star rimski kovanec. Clunn je našel kovance iz Avgustovega obdobja in nobenega mlajšega ter nekaj jajčastih kamnov rimskih pračarjev.  
Začetna sistematična izkopavanja je opravila skupina arheologov Kulturnozgodovinskega muzeja Osnabrück, ki jo je od leta 1987 vodil profesor Wolfgang Schlüter. Po letu 1990 je izkopavanja vodila Susanne Wilbers-Rost.
Arheologi so odkrili sledove bitke na prostoru, dolgem več kot dvajset kilometrov in širokem več kot kilometer in pol. Cikcakast zid iz rezane šote in zbitega peska je bil očitno zgrajen že prej. Obilje ostankov bitke pred zidom in njihovo pomanjkanje za njim dokazuje, da Rimljanom ni uspelo prebiti trdne germanske obrambe. Odkriti človeški ostanki potrjujejo Tacitovo trditev, da so jih kasneje pokopali. Kovanci z napisom VAR, ki jih je delil Var, dodatno povečujejo verjetnost, da se je tevtoburška bitka zgodila prav tam. Dokončna potrditev je verjetno v zaključni fazi.
Muzej in spominski park Kalkriese vključuje obsežno ozemlje s potmi, ki vodijo v do rekonstruiranega okopa in drugih eksponatov. Lep pregled nad bojiščem omogoča razgledni stolp. V muzeju je razstavljeno veliko na bojišču najdenih predmetov, med katerimi so deli vojaških sandalov, konice kopij in posrebrena ceremonijalna maska rimskega častnika.

### Druge teorije o prizorišču bitke
Četudi večina dokazov kaže, da se je trodnevna bitka dogajala na ozemlju vzhodno in severno od Osnabrücka in se končala pod hribom Kalkriese, se nekateri strokovnjaki še vedno nagibajo k stari teoriji. Še več - v nekaterih podrobnostih se razhajajo tudi privrženci kalkrieške teorije. 
Nemška zgodovinarja Peter Kehne in Reinhard Wolters sta prepričana, da je bila bitka najbrž na območju Detmolda in da je bil Kalkriese samo prizorišče ene od bitk leta 15 n. št. Njuna trditev je seveda v nasprotju s Tacitovim pisanjem.
Veliko število strokovnjakov, med njimi tudi znanstveniki iz muzeja Kalkriese (Susanne Wilbers-Rost, Günther Moosbauer, zgodovinar Ralf Jahn in britanski avtor Adrian Murdoch), je prepričanih, da se rimska vojska Kalkrieseju ni približala z južne strani hribovja Wiehen, se pravi iz Detmolda, ampak približno z vzhoda, se pravi iz Mindena v Vestfaliji. To bi pomenilo, da je pohod potekal ob severnem robu pogorja Wiehen in preko ravne odprte pokrajine brez gostih gozdov in grap, ki jih opisuje Kasij Dion. Zgodovinarji, med njimi tudi Gustav-Adolf Lehmann in Boris Dreyer, trdijo, da je opis preveč podroben in diferenciran, da bi se lahko kar tako zavrnil.
Tony Clunn, odkritelj bojišča in zagovornik južnega pristopa je prepričan, da se je izmučena rimska vojska severno od Ostercappelna, kjer je Var naredil samomor, pregrupirala in da so bili njeni ostanki dokončno poraženi v kalkrieški vrzeli. 
Peter Oppitz dokazuje, da je bilo bojišče v Paderbornu. Njegovi dokazi temeljijo na ponovni razlagi Tacitovih, Paterkulovih in Florovih besedil skupaj z novo analizo zapisov Kasija Diona. Oppitz predpostavlja, da se je napad iz zasede zgodil v Varovem poletnem taboru na miroljubnem srečanju rimskih poveljnikov z Germani.

### Antični viri
Na naslednjem seznamu so zbrani vsi poznani antični viri, v katerih je omenjena bitka v Tevtoburškem gozdu. Najbolj podroben opis bitke je v Rimski zgodovini Kasija Diona, ki je bila napisana skoraj dvesto let po dogodkih in ne omenja zgodnejših avtorjev. Zgodovino se zato obravnava bolj kot literarno in ne kot zgodovinsko delo.
- Ovidij, Tristia (Žalostinke), napisana leta 10 ali 11
- Mark Manilij , Astronomica, pesnitev, napisana v 1. stoletju
- Strabon, Geografija, 7:1.4, geografsko motivirana zgodovina, napisana okoli leta 18
- Mark Velej Paterkul, Rimska zgodovina, 2:117–2:120, napisana leta 30
- Tacit, Anali, 1.3, 1.10, 1.43, 1.55–71, 2.7, 2.41, 2.45, zgodovina, napisana leta 109
- Svetonij, Življenja dvanajstih cesarjev, Avgust 23, Tiberij 17–18, biografije, napisane leta 121
- Lucij Anej Flor, Epitome de T. Livio Bellorum omnium annorum DCC, Libri duo 2:30, zgodovina/panegrik, napisan na začetku 2. stoletja
- Kasij Dion, Rimska zgodovina, 56:18–24, napisana v prvi polovici 3. stoletja
- Seneka Mlajši, Epistulae Morales ad Lucilium, omenjena v pismu 47, odstavek 10

### 19. stoletje
- E.S. Creasy, Germans under Arminius Revolt Against Rome v The Great Events by Famous Historians, Vol. 2, priredba zgodovinskih esejev, objavljenih leta 1905.

### 20. stoletje
- G. von Essen, Germannsschlachten. Germanen- und Römerbilder in der Literatur des 18. und 19. Jahrhunderts, Wallstein Verlag, Göttingen, 1998, ISBN 3-89244-312-2.
- W. Schlüter (urednik), Römer im Osnabrücker Land. Die archäologischen Untersuchungen in der Kalkrieser-Niewedder Senke, Rasch, Bramsche, 1991, ISBN 3-922469-57-4.

### 21. stoletje
- The Varian Disaster , Ancient Warfare, posebna izdaja, junij 2009.
- F.M. Bordewich, The ambush that changed history, Smithsonian Magazine, september 2005, str. 74–81.
- W. Brepohl, Neue Überlegungen zur Varusschlacht,  Aschendorff, Münster, 2004, ISBN 3-402-03502-2.
- T. Clunn, The Quest for the Lost Roman Legions, Savas Beatie LLC, Spellmount, 2005, ISBN 978-0-9544190-0-4.
- B. Dreyer, Arminius und der Untergang des Varus. Warum die Germanen keine Römer wurden, Klett-Cotta, Stuttgart, 2009, ISBN 978-3-608-94510-2.
- A. Goldsworthy, In The Name of Rome: The Men Who Won The Roman Empire,  Weidenfeld & Nicolson, London, 2004.
- J. Harnecker, Arminius, Varus und das Schlachtfeld von Kalkriese. Eine Einführung in die archäologischen Arbeiten und ihre Ergebnisse, 2. izdaja, Rasch, Bramsche, 2002,  ISBN 3-934005-40-3.
- R.G. Jahn, Der Römisch-Germanische Krieg (9–16 n. Chr.), dizertacija, Bonn, 2001.
- J.-S. Kühlborn, Auf dem Marsch in die Germania Magna. Roms Krieg gegen die Germanen, Martin Müller, Hans-Joahim Schalles in Norbert Zieling (uredniki), Colonia Ulpia Traiana, Xanten und sein Umland in römischer Zeit,  Zabern, Mainz, 2008, ISBN 978-3-8053-3953-7, str. 67–91.
- F. Link, Die Zeitdetektive. Die Falle im Teutoburger Wald: Ein Krimi aus der Römerzeit, Ravensburger, 2010, ISBN 978-3-473-34535-9.
- R.-P. Märtin, Die Varusschlacht. Rom und die Germanen, S. Fischer Verlag, Frankfurt am Main, 2008, ISBN 978-3-10-050612-2.
- G. Moosbauer, Die Varusschlacht, Beck'sche Reihe, Verlag C. H. Beck Wissen, München, 2009, ISBN 978-3-406-56257-0.
- A. Murdoch, Rome's Greatest Defeat: Massacre in the Teutoburg Forest,  Sutton Publishing, Stroud, 2006, ISBN 0-7509-4015-8. .
- P. Rochala, Las Teutoburski 9 rok n.e., Bellona, Varšava, 2005.
- M. Sommer, Die Arminiusschlacht. Spurensuche im Teutoburger Wald, Stuttgart, 2009.
- D. Timpe, Römisch-germanische Begegnung in der späten Republik und frühen Kaiserzeit. Voraussetzungen – Konfrontationen – Wirkungen, Gesammelte Studien,  Saur, München & Leipzig, 2006, ISBN 3-598-77845-7.
- P.S. Wells, The Battle That Stopped Rome: Emperor Augustus, Arminius, and the Slaughter of the Legions in the Teutoburg Forest, W.W. Norton & Company, New York, NY 2003, ISBN 0-393-02028-2.
- P. Oppitz, Das Geheimnis der Varusschlacht,  Zadara-Verlag, 2006, ISBN 3-00-019973-X.
- R. Wiegels (urednik), Die Varusschlacht. Wendepunkt der Geschichte?, Theiss, Stuttgart 2007, ISBN 978-3-8062-1760-5.
- R. Wolters, Die Römer in Germanien, 5. izdaja, Verlag C.H. Beck, München, 2006, ISBN 3-406-44736-8.
- R. Wolters, Die Schlacht im Teutoburger Wald. Arminius, Varus und das römische Germanien, München, 2008, ISBN 978-3-406-57674-4.